# Менструален цикъл
Менструалният цикъл е физиологичен процес на циклични промени в маточната лигавица на полово зрелите женски индивиди. Той има средна продължителност от около 28 дни, като един цикъл обхваща периода между две месечни менструални кръвотечения (менструация). За първи ден от началото на всеки менструален цикъл се смята началото на менструацията, която е външен израз на менструалния цикъл в жената. Тя продължава най-много 7 дни.
Всеки менструален цикъл се състои от три фази: десквамативна (менструация), пролиферативна (фоликуларна) и секреторна (лутеинова). По време на менструалния цикъл паралелно протичат промени в яйчника и маточната лигавица, което дава основание да се обособят два цикъла – овариален и ендометриален.
Двете фази – пролиферативна и секреторна, условно се разделят на три периода: ранен, среден и късен. Късният период на пролиферативната фаза и ранният период на секреторната фаза формират т.нар. овулаторна фаза на менструалния цикъл. През овулаторната фаза настъпва отделянето на зрялата яйцеклетка от яйчника – процес, наречен овулация. При хората обикновено менструалният цикъл започва около 10 – 11 годишна възраст. Продължава около 40 години.